# Ehrenfriedhof Orlau
Auf dem Ehrenfriedhof Orlau in Orłowo (deutsch Orlau) ruhen 1430 Kriegsopfer des Gefechts bei Orlau, das am 23. August 1914 im Rahmen der Schlacht von Tannenberg stattfand. 329 Soldaten der deutschen Armee (57 unbekannt) und 1101 Soldaten der russischen Armee sind hier beigesetzt. Der Ehrenfriedhof besteht aus einer Einfriedungsmauer aus Findlingen. Die Gräber sind mit Randsteinen eingefasst und mit einem Kissenstein bezeichnet.

## Gefecht bei Orlau
Am 23. August 1914 sind die 37. Infanterie-Division und die an diese anschließende 70. Landwehr Brigade über den Höhen von Michalken (polnisch Michałki) und Frankenau (Frąknowo) in Stellung gegangen. Diese Frontlinie wurde in ihrer ganzen Breite vom russischen XV. Korps angegriffen. Bei Michalken und Frankenau wurden schwächere Angriffe abgeschlagen, doch entstanden durch das Artilleriefeuer Verluste. Bei Orlau erreichte der Angriff schließlich die Alle (polnisch Łyna), bis ein Gegenangriff den Angreifer wieder zurückdrängte.